# 오구라 히나타
오구라 히나타(일본어: 小倉 陽太, 2001년 5월 3일~)는 일본의 축구 선수이다.

## 구단 경력
그는 2024년 J2리그의 요코하마 FC에 입단했다. 2024년 J2리그 준우승으로 J1리그로 승격했다.